# ناثان ليرنر
ناثان ليرنر (بالإنجليزية: Nathan Lerner)‏ هو مصور أمريكي، ولد في 30 مارس 1913 في شيكاغو في الولايات المتحدة، وتوفي في 8 فبراير 1997.